# Moachaha
A moachaha (do árabe muwashshaha; ou muwassaha é uma composição poética culta própria da Hispânia Muçulmana, assim como de um género musical secular. A forma poética consiste num poema com vários versos escrito em Árabe clássico, e que consiste normalmente de 5 estrofes, intercaladas com um refrão rimado. Era costume abrir com uma ou duas linhas que coincidiam com a segunda parte do poema, em rima e metro; no Norte de África os poetas ignoravam as regras rigorosas da métrica árabe, enquanto que os poetas do Leste as seguiam. O género musical que usa o mesmo nome usa textos muwaššaḥ como letra, ainda no árabe clássico. Esta tradição pode ter duas formas: o "wasla" de Alepo e o nubah Andaluz da parte ocidental do mundo Árabe.

## História e características gerais
Apesar das primeiras referências escritas remontarem ao século IX, pensa-se que estas formas já existiam antes. Estas formas foram imitadas pelos poetas sefarditas. Pensa-se que o sentido real da palavra vem do Sírio mušaḥta (ܡܘܫܚܬܐ) que significa "ritmo" ou "verso de um salmo".. Pensa-se que as Moachahas mais antigas do Levante terão sido influenciadas pela música sacra síria, chegando a reter refrões em sírio. Alguns relacionam a palavra com um tipo de cinto ornamental de dupla volta, o wišaḥ. A ideia subjacente é que como há um único ritmo que se repete no refrão de cada estrofe, as estrofes são como objectos pendurados de um cinto.
Este tipo de poema em língua árabe é muito diferente da cássida, o poema composto de versos grandes mono-rítmicos emparelhados, que está mais entranhado na cultura árabe. Desde cedo circulavam pela Hispânia muçulmana umas "canções" sobre as quais al-Tifase, no século XIII falava deste modo: "No passado, as canções da gente do Alandalus ou eram ao estilo cristão, ou eram ao estilo dos cameleiros, (árabes)". Segundo García Gómez, no final do século IX um poeta árabe, do qual não sabemos nada, anotou algumas destas canções num poema árabe a que chamou "moachaha", dando-lhe uma estrutura estrófica. Isto significou uma novidade radical na lírica árabe. Esta novidade tem a ver com três aspectos: o uso dos versos curtos, as rimas que vão alternando a cada estrofe e a mistura de duas línguas. Condicionada pela Carja, consta de uma cabeça (marcaz em árabe), mudanças ("dyuz"), retorno ("gulf"), mudanças e retorno com carja.
Também existem referências à Moachaha procedentes do século XI que mencionam um poeta conhecido oriundo de Cabra (Espanha)Cabra (Córdoba) no século IX e princípio do X chamado Muqaddan Ibn Muafa, "Al Cabri", de quem se dizia que havia inventado este género poético.
Este género poético foi sendo aperfeiçoado, e chegou a ser exportado a outras áreas do Islão. Mais tarde entrou em decadência. Produziram-se várias variantes:
- moachahas com carja em dialecto árabe, em árabe clássico, em hebraico ou em língua romance. A carja era um grupo de versos colocados em rondó no final da composição, possivelmente antecedendo o estribilho.
- moachahas em árabe oriental.
- o zéjel, cultivado em especial pelo conhecido poeta Ibn Quzman (ou Ibn Guzmán, 1078-1160). Neste género as palavras ou frases em língua romance não apareciam no fim do poema, mas sim no meio. Este poeta compôs um cancioneiro que nos chegou e que foi publicado em Madrid em 1933 por A. Nykl (o cancioneiro de Abén Guzmán).

## A estrutura poética do moachaha e a importância da carja
As moachahas são ou canções panegíricas ou canções de amor. O seu esquema de rimas é o seguinte:
(aa) bbbaa cccaa dddaa eeeaa fffAA
Uma outra peculiaridade da "moachaha" está nos dois últimos versos da última estrofe, chamados carjas. Enquanto que todos os outros versos são escritos em árabe ou hebraico padrão, estes versos finals, a "carja", são compostos com uma das duas línguas "vulgares" do Alandalus: ou o dialecto hispano-árabe, ou o os dialectos românicos, chamados moçárabe, escrito em aljamiado.
As 68 Carjas recuperadas, compostas em espanhol arcaico e escritas em caracteres hebraicos ou árabes (em aljamiado), são de uma grande importância para a filologia românica. Datando do século XI, elas representam, por um lado, os textos integrais mais antigos conhecidos em Línguas ibero-românicas, e por outro lado elas são também a prova mais antiga de poesia escrita numa língua romance, anterior à dos trovadores.

### Um exemplo: moachaha árabe em adaptação espanhola
O arabista espanhol Emilio García Gómez traduziu esta "moachaha" do árabe ao espanhol moderno, tendo em consideração o esquema métrica. É uma canção de amor do século XI (poema nº 190 do manuscrito 'Uddat al-jalis')  :
Lunas nuevas salen entre cielos de seda: (a)
guían a los hombres, aun cuando eje no tengan(a)
Sólo con los rubios se deleitan mis ojos: (b)
ramos son de plata que echan hojas de oro. (b)
¡Si besar pudiera de esas perlas el chorro! (b)
¿Y por qué mi amigo a besarme se niega (a)
si es su boca dulce y la sed me atormenta? (a)
Es, entre jazmines, su carillo amapola. (c)
Rayas de jaloque y de algalia la adornan (c)
Si también añado cornalina, no importa (c)
No obra bien si espanta su galán la gacela, (a)
cuando de censores las hablillas acepta. (a)
¿Con mi amigo Áhmad _ hay, decid, quien compita? (d):
Único en belleza, de gacela es cual cría. (d)
Hiere su mirada todo aquel a quien mira. (d)
¡Cuántos corazones bien traspasa con flechas (a),
que empenacha su ojo con pestañas espesas? (a)
Mientras del amigo yo encontrábame al lado (e)
y le ponderaba mi dolencia y maltrato, (e)
ya que él es el médico que pudiera curarlos, (e)
vió el espía que, sin que nos diéramos cuenta, (a)
vínose a nostros, y le entró la verguenza. (a)
Cuánta hermosa moza, que de amor desatina, (f)
ve sus labios rojos, que besar bien querría, (f)
y su lindo cuello, y a su madre los pinta: (f)
¡Mammà, 'ay habibe! so l-ymmella saqrella, (A)
el-quello albo e bokélla hamrella. (A)
Os dois versos finais estão em espanhol antigo (o chamado moçárabe'. No manuscrito original, esta carja está escrita - como o resto do poema - em caracteres árabes. Escrever em caracteres árabes um texto que se exprime em língua romance designa-se aljamiado.
Eis a tradução da carja em espanhol moderno:
¡Madre, qué amigo! Bajo la guedejuela rubita,
el cuello blanco y la boquita rojuella.
e em português
Mãe, que amigo! Sob a cabeleira loira,
O pescoço branco e a boca vermelha.
Fragmento de uma outra moachaha traduzida por Rui Resende (a partir da tradução em espanhol de García Gómez):
"Qual tímido cervo"
"a minha amada é bela"
"os seus olhos lindos"
"roubou à gazela"
"a Duna é luminosa"
"com palmeira de pérolas."

## O género musical
Musicalmente, os instrumentos utilizados na execução das moachahas consistiam no Oud (alaúde), kamanja, qanun (cítara com caixa de ressonância), darabukkah e daf (pandeireta),
os tocadores destes instrumentos muitas vezes serviam também como coro. O solista canta apenas umas poucas linhas do texto seleccionado. Em Alepo múltiplas Maqam árabes (escalas) e até três awzān (ritmos) são usados e a modulação para os Maqamat próximos era possível durante a secção B. Até aos tempos modernos era típico apresentar um waslah completo: até 8 "moachahas" seguidos, que incluíam uma introdução instrumental (sama'i ou bashraf). Poderia terminar com uma "longa".

## Veja-se também
- aljamia
- Poesia árabe nos reinos de taifas
- Poesia homoerótica hispanoárabe